# Zágrábi püspökök és érsekek listája
A lista az 1093 óta létező Zágrábi főegyházmegye (1853 előtt  Zágrábi egyházmegye volt a neve) püspökeit és érsekeit sorolja fel.

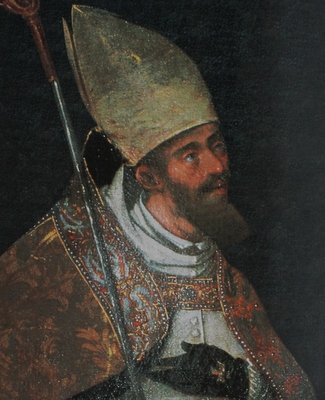
Bő nb. Mihály (1296-1603) esztergomi érsek

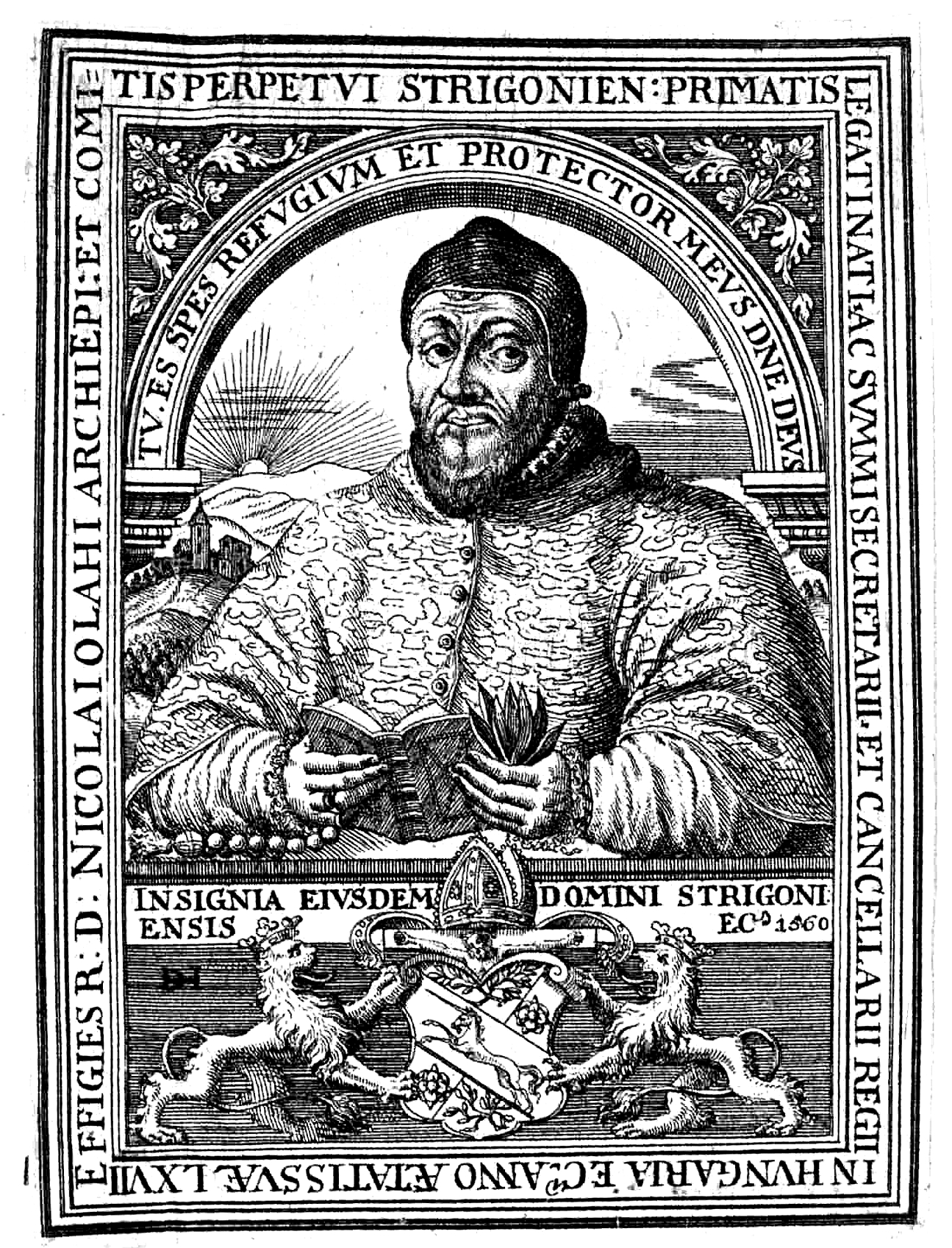
Oláh Miklós esztergomi érsek (1554-)

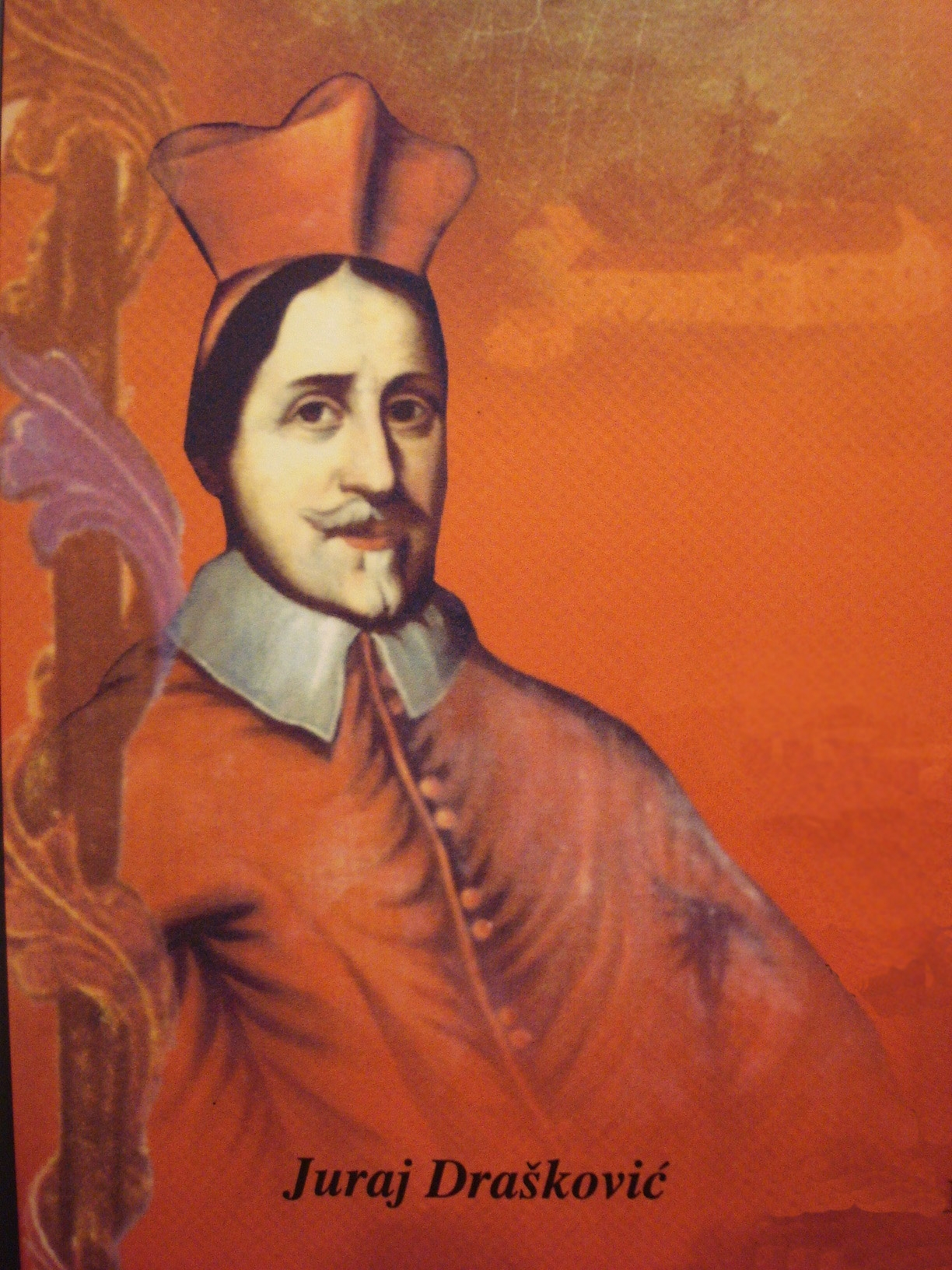
Draskovics György (15731578) váradi kanonok, pozsonyi prépost, később kalocsai érsek

## Zágrábi püspökök

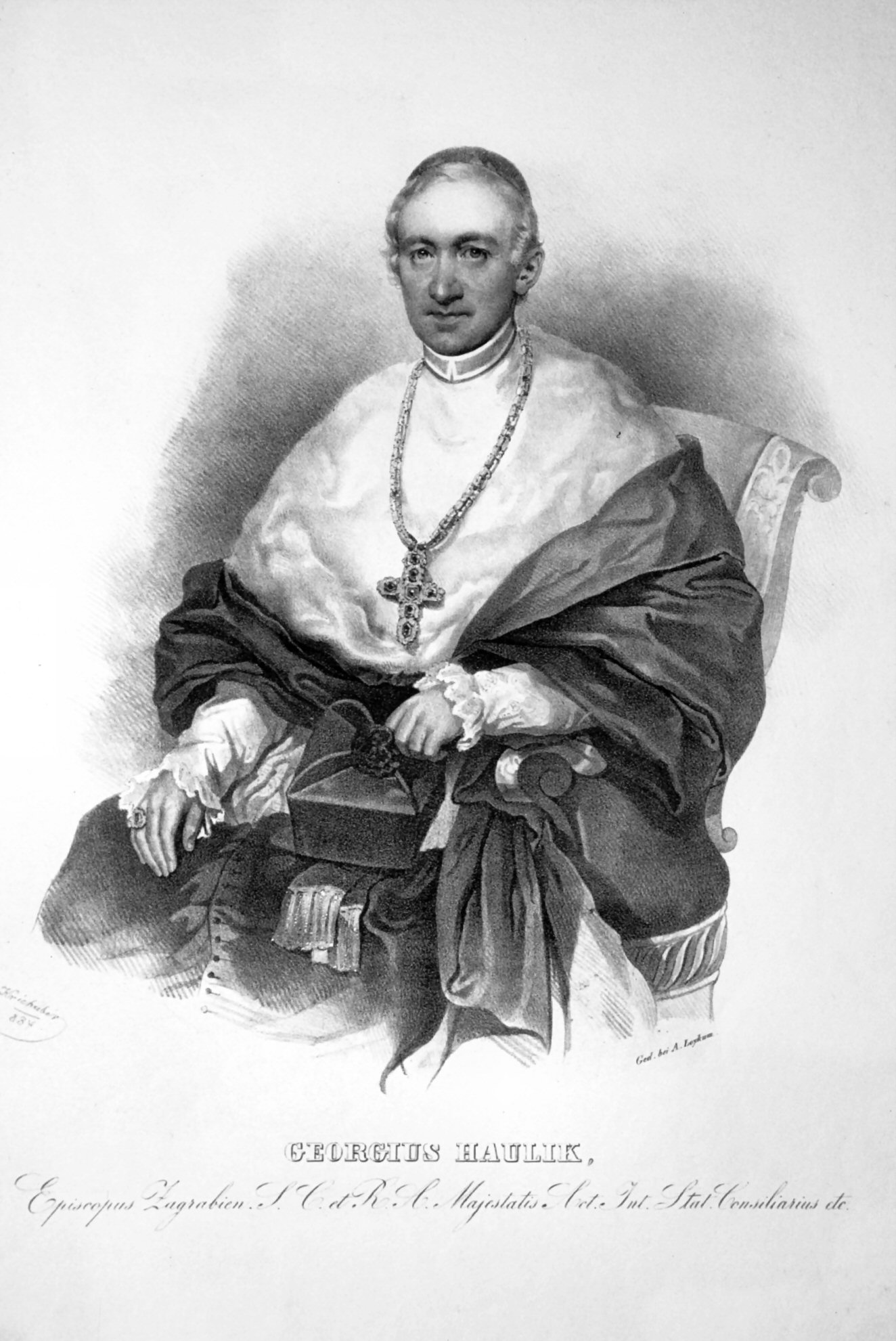
Haulik György (1853-1870) az utolsó püspök és egyben az első érsek

| Név                     | Hivatali idő   | Megjegyzések                                           |
| ----------------------- | -------------- | ------------------------------------------------------ |
| Duh                     | 1093–1098?     |                                                        |
| Bertalan                | 1098?–1102     |                                                        |
| Zsigmond                | 1102–1103      |                                                        |
| Manasses                | 1103–1113      |                                                        |
| Fáncsika                | 1113–1132      |                                                        |
| Marcellin               | 1132–1142      |                                                        |
| Verblen                 | 1142–1156      |                                                        |
| Gotschald               | 1156–1163      |                                                        |
| Jób                     | 1160 körül     |                                                        |
| Bernát                  | 1163 körül     |                                                        |
| Nádasdi Prodán          | 1174–1175      |                                                        |
| Csák Ugrin              | 1175–1190/1193 | esztergomi érsek                                       |
| Domonkos                | 1190/1193–1205 |                                                        |
| Gothard                 | 1205–1215      |                                                        |
| István                  | 1215–1225      |                                                        |
| Buzád nembeli István    | 1225–1247      |                                                        |
| Szentgróti Fülöp        | 1247–1262      | esztergomi érsek                                       |
| István                  | 1262           |                                                        |
| Farkas                  | 1262–1266      |                                                        |
| Timót                   | 1266–1287      |                                                        |
| Antal                   | 1287–1289      |                                                        |
| János                   | 1289–1296      |                                                        |
| Bői Mihály              | 1296–1303      | esztergomi érsek                                       |
| Gazotti Ágoston         | 1303–1322      |                                                        |
| Jakab                   | 1322–1326      |                                                        |
| Kaboli László           | 1326–1343      |                                                        |
| Piacenzai Jakab         | 1343–1349      |                                                        |
| Lackfi Dénes            | 1349           |                                                        |
| Vásári Miklós           | 1349–1350      | kalocsai érsek                                         |
| Frankó Miklós           | 1350–1356      |                                                        |
| Kanizsai István         | 1356–1376      |                                                        |
| Demeter                 | 1376–1379      |                                                        |
| Horváti Pál             | 1379–1395?     |                                                        |
| Szerecsen János         | 1386?          |                                                        |
| Szepesi János           | 1395–1397      |                                                        |
| Albeni Éberhard         | 1397–1406      |                                                        |
| Scolari András          | 1406–1410      |                                                        |
| Albeni János            | 1420–1438      |                                                        |
| Curzolai Ábel           | 1438–1441      |                                                        |
| Kottrer Pál/János       | 1441–1442      |                                                        |
| Zólyomi Benedek         | 1442–1454      |                                                        |
| Monteschiedel Boldizsár | 1454–1455      |                                                        |
| Debrenthei Tamás        | 1455–1457      |                                                        |
| Csupor Demeter          | 1457–1466      |                                                        |
| Laki Thuz Osvát         | 1466–1500      |                                                        |
| Baratin Lukács          | 1500–1511      |                                                        |
| Erdődy János            | 1511–1518      |                                                        |
| Erdődy Simon            | 1518–1543      | egri kanonok                                           |
| Oláh Miklós             | 1543–1548      | esztergomi kanonok később esztergomi érsek             |
| Gyulai Farkas           | 1548–1550      |                                                        |
| Gregoriancz Pál         | 1550–1557      | zágrábi, egri, pozsonyi kanonok                        |
| Bruman Mátyás           | 1557–1563      | zágrábi nagyprépost                                    |
| Draskovics György       | 1563–1578      | váradi kanonok, pozsonyi prépost később kalocsai érsek |
| Monoszlay János         | 1578–1584      | zágrábi nagyprépost                                    |
| Heresinczy Péter        | 1585–1587      | zágrábi nagyprépost                                    |
| Sztankovácsky Gáspár    | 1588–1596      | zágrábi nagyprépost                                    |
| Zelniczey Miklós        | 1598–1602      | zágrábi nagyprépost                                    |
| Bratulics Simon         | 1603–1611      | pálos rendfőnök                                        |
| Domitrovics Péter       | 1611–1628      | zágrábi nagyprépost                                    |
| Ergelics Ferenc         | 1628–1637      | zágrábi nagyprépost                                    |
| Vinkovich Benedek       | 1637–1642      | zágrábi nagyprépost                                    |
| Bogdán Márton           | 1643–1647      | zágrábi nagyprépost                                    |
| Petretics Péter         | 1648–1667      | zágrábi nagyprépost                                    |
| Borkovics Márton        | 1667–1687      | pálos rendfőnök                                        |
| Mikulics Sándor Ignác   | 1688–1694      | zágrábi nagyprépost                                    |
| Seliscsevics István     | 1694–1703      | zágrábi nagyprépost                                    |
| Brajkovics Márton       | 1704–1708      |                                                        |
| Esterházy Imre          | 1709–1723      | esztergomi érsek                                       |
| Branjug György          | 1723–1748      |                                                        |
| Klobusiczky Ferenc      | 1748–1751      | kalocsai érsek                                         |
| Tauszy Ferenc           | 1751–1770      |                                                        |
| Paksy János             | 1770–1772      |                                                        |
| Galyuff József          | 1772–1787      |                                                        |
| Verhovácz Miksa         | 1787–1829      |                                                        |
| Alagovich Sándor        | 1829–1837      |                                                        |
| Haulik György           | 1837–1853      | az utolsó püspök, és egyben az első érsek              |

### Zágrábi érsekek
| Név               | Hivatali idő | Megjegyzések                             |
| ----------------- | ------------ | ---------------------------------------- |
| Haulik György     | 1853–1870    | az utolsó püspök és egyben az első érsek |
| Mihalovics József | 1870–1894    |                                          |
| Posilovics György | 1894–1914    |                                          |
| Antun Bauer       | 1914–1937    |                                          |
| Alojzije Stepinac | 1937–1960    |                                          |
| Franjo Šeper      | 1960–1970    |                                          |
| Franjo Kuharić    | 1970–1997    |                                          |
| Josip Bozanić     | 1997–2023    |                                          |
| Dražen Kutleša    | 2023–        |                                          |